# Preesall
Preesall – miasto w Anglii, w hrabstwie Lancashire, w dystrykcie Wyre. Leży 70 km na północny zachód od miasta Manchester i 329 km na północny zachód od Londynu. W 2001 miejscowość liczyła 5314 mieszkańców.